# オーストロファシズム
オーストロファシズム（ドイツ語: Austrofaschismus）とは、1934年に始まり、1938年にナチス・ドイツに併合されるまで続いたオーストリアでのファシズム運動である。

## 概要
イタリア王国のベニート・ムッソリーニをモデルとした独裁体制が特徴として挙げられる。首相エンゲルベルト・ドルフースは1934年に暗殺されたが、1938年まで軍事政権が続いた。ドイツに併合されるまで、オーストリアでは反ユダヤ主義は滅多に見掛けられなかった。1929年のウォール街での大暴落に対する対抗処置として、市場経済に対しても国家統制を強めた。オーストロファシズムに於いて、カトリック教会は大きな役割を果たし、国教として認定された。その理由として、プロテスタンティズムに迎合する訳には行かないとか、共産主義よりマシだったという認識が共有されていた事が挙げられる。この点に於いて、オーストロファシズムはナチス・ドイツと利害が対立していた。文化についてもオーストロファシズムはフランス革命前のバロック芸術を賞賛し、近代芸術を「文化ボルシェヴィズム」だと罵倒した。ドルフースが党首を務めていたキリスト教社会党は現在でもオーストリア国民党として存続している。